# 卷鰭木葉鰈
卷鰭木葉鰈為輻鰭魚綱鰈形目鰈亞目鰈科木葉鰈屬的其中一種，為亞熱帶海水魚，分布於東太平洋阿拉斯加至墨西哥下加利福尼亞北部海域，棲息深度8-533公尺，體長可達37公分，棲息在軟底質底層水域，以海星、裸鰓類為食，生活習性不明。

## 扩展阅读
維基物種上的相關：卷鰭木葉鰈